# エルコレ・デンボウスキー

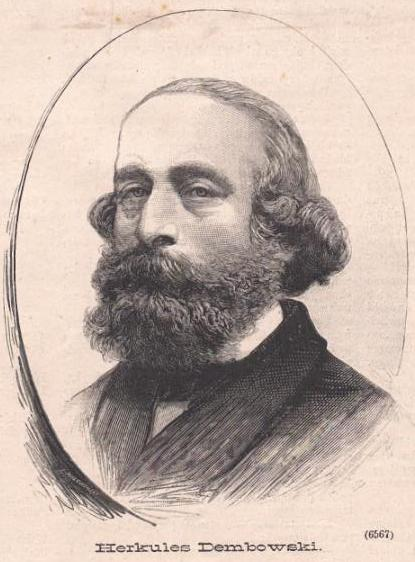
エルコレ・デンボウスキー

エルコレ・デンボウスキー（Ercole Dembowski、1812年1月12日 – 1881年1月19日）は、イタリアの天文学者である。観測天文学者としてフリードリッヒ・フォン・シュトルーベの「ドルパト・カタログ」の改訂を行った。

## 経歴
ナポレオン軍のポーランド人の将軍・ヤン・デンボウスキー男爵の息子としてミラノに生まれた。オーストリア・ハンガリー帝国の海軍士官として1843年まで働いた。1852年から私設の観測所を設けて10,000以上の二重星の観測を行った。特にフリードリッヒ・フォン・シュトルーベの星表「ドルパト・カタログ」の重星を測定し、改訂・出版を行った。1878年にイギリス王立天文学会ゴールドメダルを受賞した。